# Nannosquilla taylori
Nannosquilla taylori är en kräftdjursart som beskrevs av Manning 1969. Nannosquilla taylori ingår i släktet Nannosquilla och familjen Nannosquillidae. Inga underarter finns listade i Catalogue of Life.